# Ociminae
Ociminae, podtribus biljaka iz porodice usnatica, dio tribusa Ocimeae. Sastoji se od 11 rodova od kojih je najznačajniji bosiljak (Ocimum).

## Rodovi
1. Ocimum L. (65 spp.)
2. Syncolostemon E.Mey. ex Benth. (51 spp.)
3. Orthosiphon Benth. (43 spp.)
4. Fuerstia T.C.E.Fr. (9 spp.)
5. Hoslundia Vahl (1 sp.)
6. Basilicum Moench (1 sp.)
7. Benguellia G.Taylor (1 sp.)
8. Catoferia (Benth.) Benth. (4 spp.)
9. Endostemon N.E.Br. (21 spp.)
10. Haumaniastrum P.A.Duvign. & Plancke (35 spp.)
11. Platostoma Beauverd (51 spp.)